# 汉斯·施瓦茨
汉斯·施瓦茨（德語：Hans Schwartz，1913年3月1日—1991年5月31日），德国男子足球运动员，场上位置是后卫，所属俱乐部是维多利亚汉堡。他曾代表德国国家队参加1934年国际足联世界杯，结果获得季军。